# Matti Turkia

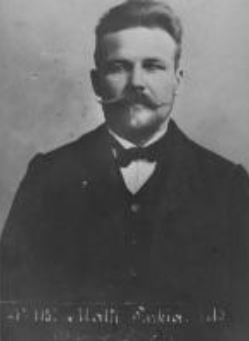
Matti Turkia

Matti Turkia, född 26 februari 1871 i Viborgs landskommun, död 10 januari 1946 i Helsingfors, var en finsk sågverksarbetare, redaktör och politiker. 
Turkia var Finlands socialdemokratiska partis sekreterare under tiden mellan de två revolutionerna i Kejsardömet Ryssland, från 1906 till 1918, och verkade främst mot anarkistiska strömningar och våldstendenser. Han var medlem av lantdagen mellan 1907 och 1909 samt 1914. Under finska inbördeskriget var han folkkommissariatets prokurator och medlem av röda gardets ledande kommitté. År 1918 flydde han med de andra röda ledarna till Sovjetryssland, och därifrån tog han sig 1922 vidare till Sverige och till Finland igen 1928. Mellan 1930 och 1945 satt han i riksdagen för socialdemokraterna. 

## Publikationer
- Luokkaoikeuden uhrit: Turun hovioikeuden tuomitsemia Evon lakkolaisia. 1912
- Kertoelmia kommunistivallan mailta. Tampereen työväen sanomalehti 1924
- Kommunismin kokeilukentiltä : elämyksiä ja näkemyksiä Neuvosto-Venäjältä. Tampereen työväen sanomalehti 1924